# The Job Lot
The Job Lot is een Britse sitcom waarvan de eerste aflevering werd uitgezonden op 29 april 2013 op ITV. De serie is bedacht door Claire Downes, Ian Jarvis en Stuart Lane. Het gaat over een arbeidsbureau in de Engelse regio West Midlands.

## Verhaal
The Job Lot gaat over de neurotische Trish (Saraha Hadland) die de manager is van een arbeidsbureau. Haar werknemers zijn de gedesillusioneerde Karl (Russell Tovey), Angela (Jo Enright) die alles volgens de regels doet, fraude-opsporingsambtenaar George (Adeel Akhtar) en Danielle (Tamla Kari) die net terug is van zwangerschapsverlof.
Om de werknemers te beschermen zijn er twee beveiligers in het filiaal, Janette (Angela Curran) en Paul (Martin Marquez). Onder de vaste klanten zijn onder meer Graham (Tony Maudsley) die al jaren komt omdat hij het wel gezellig vindt en Bryony (Sophie McShera) die altijd een reden heeft waarom ze  niet kan werken.

## Productie
In februari 2012 bestelde ITV een pilotaflevering van The Job Lot, dat daarmee de eerste sitcompilot is sinds 2008. In april van dat jaar bestelde de zender ITV het eerste seizoen van zes afleveringen.
Het filmen vond plaats in een oud warenhuis in Bethnal Green waarin een arbeidsbureau is nagebouwd.
Sarah Hadland droeg tijdens het filmen een pruik omdat de regisseur wilde dat ze niet op zichzelf leek.
Eind augustus 2013 maakte ITV bekend dat The Job Lot een tweede seizoen krijgt. Dit seizoen wordt uitgezonden in 2014 op de zender ITV2, wat gericht is op jongeren en vrouwen.

## Rolverdeling
| Acteur         | Personage         | Opmerkingen |
| -------------- | ----------------- | --- |
| Sarah Hadland  | Trish Collingwood | Neurotische manager van het arbeidsbureau die net een scheiding achter de rug heeft.                                    |
| Russell Tovey  | Karl Lyndhurst    | Heeft de kunstacademie gedaan en denkt dat er een betere toekomst voor hem is dan mensen aan het werk helpen.           |
| Jo Enright     | Angela Bromford   | Angela doet alles volgens de regels en nadat ze haar ontslag succesvol heeft aangevochten doet ze waar ze zin in heeft. |
| Tamla Kari     | Danielle Fisher   | Danielle is pas bevallen en is blij als ze weer aan het werk kan, ze heeft niet zoveel met baby's.                      |
| Angela Curran  | Janette Hodgkins  | Beveiligster Janette voelt zich de moeder van alle medewerkers en is loyaal ten opzichte van Trish en haar medewerkers. |
| Martin Marquez | Paul Franks       | Beveiligingsmedewerker die een vloerbeddekingsbedrijf runt vanuit het arbeidsbureau.                                    |
| Adeel Akhtar   | George Dhot       | Fraude-opsporingsmedewerker die zijn taak erg serieus neemt                                                             |

## Afleveringen
| Nr. | Aflevering | Titel     | Schrijver(s)                            | Regisseur      | Uitzenddatum  |  |
| --- | ---------- | --------- | --------------------------------------- | -------------- | ------------- |  |
| 1 | 1          | Episode 1 | Claire Downes, Stuart Lane & Ian Jarvis | Richard Laxton | 29 april 2013 |  |
| Trish heeft het moeilijk: ze moet een seminar geven, de uitzendkracht is te laat en Angela keert terug, die nu onhandelbaar en niet te ontslaan is. Karl is de enige medewerker waar ze op kan rekenen maar die heeft het helemaal gehad en neemt ontslag, tot hij de uitzendkracht tegen komt.                                                                  |            |           |                                         |                |               |  |
| 2 | 2          | Episode 2 | Claire Downes, Stuart Lane & Ian Jarvis | Martin Dennis  | 6 mei 2013    |  |
| Om meer mensen aan een baan te krijgen roept Trish de hulp in van het leger. Sergeant Steve komt mensen werven voor het leger en merkt dat de medewerkers in hem geïnteresseerd zijn. Trish wil met hem uit maar moet dan wel iets aan haar haar doen. Fraude-opsporingsambtenaar George gaat achter een man aan die als schilder werkt en een uitkering krijgt. |            |           |                                         |                |               |  |
| 3 | 3          | Episode 3 | Claire Downes, Stuart Lane & Ian Jarvis | Martin Dennis  | 13 mei 2013   |  |
| Als een fabriek sluit loopt het arbeidsbureau vol met nieuwe werkzoekenden. Karl is in een slechte staat op deze drukke dag en ook Trish gaat mensen helpen, al heeft ze geen idee hoe dat moet en door computergebruik komt er een geheim naar buiten. |            |           |                                         |                |               |  |
| 4 | 4          | Episode 4 | Claire Downes, Stuart Lane & Ian Jarvis | Martin Dennis  | 20 mei 2013   |  |
| Trish is nerveus want er komt een Mystery shopper een baan zoeken. Janette doet er alles aan om het arbeidsbureau als beste te laten scoren. Karl werkt samen met George om twee fraudeurs te pakken. |            |           |                                         |                |               |  |
| 5 | 5          | Episode 5 | Claire Downes, Stuart Lane & Ian Jarvis | Martin Dennis  | 3 juni 2013   |  |
| Trish houdt een functioneringsgesprek en Danielle wordt er nerveus van. Angela is in een goede bui: ze heeft de loterij gewonnen. George vertrouwt dat niet en zint op wraak. Karl is dolblij met zijn nieuwe vriendin tot blijkt dat ze zich wil inschrijven als werkzoekende.                                                                                  |            |           |                                         |                |               |  |
| 6 | 6          | Episode 6 | Claire Downes, Stuart Lane & Ian Jarvis | Martin Dennis  | 10 juni 2013  |  |
| Trish is jarig en ze krijgt een, wat zij denkt, cadeau dat alles verandert. Hierdoor maakt ze Karl interim-manager, iets waar hij niet op zit te wachten. Zonder Trish weet Paul zijn bedrijfje uit te breiden en stopt Danielle helemaal met werken. Als Karl denkt dat het niet erger kan komen ook de werkzoekenden in opstand.                               |            |           |                                         |                |               |  |